# Remixes (Coldplay)
Remixes è il quarto EP del gruppo musicale britannico Coldplay, pubblicato il 21 luglio 2003 dalla Parlophone.

## Descrizione
Pubblicato esclusivamente nel formato 12" e in edizione limitata a mille copie, Remixes contiene due remix di Clocks realizzati dal gruppo musicale norvegese Röyksopp e un remix di God Put a Smile upon Your Face realizzato dai Def Inc. Entrambe le versioni originarie dei due brani sono contenuti nel secondo album in studio dei Coldplay A Rush of Blood to the Head.

## Tracce
- Lato A

1. Clocks (Royksopp Trembling Heart Mix) – 5:40

- Lato B

1. Clocks (Royksopp Trembling Heart Instrumental Mix) – 5:40
2. God Put a Smile upon Your Face (Def Inc. Remix) – 5:28